# Fregata typu 053H2
Fregata typu 053H2 (v kódu NATO: Jianghu III) je třída fregat Námořnictva Čínské lidové osvobozenecké armády. Jedná se o vylepšenou variantu fregaty typu 053H1 u které byly využity některé západní technologie, získané díky oteplení vztahů mezi ČLR a Západem v 80. letech. Postaveny tři jednotky pro čínské námořnictvo a další čtyři jednotky pro Thajské královské námořnictvo jako třídy Chao Phraya. Všechny jsou stále v aktivní službě.

## Stavba

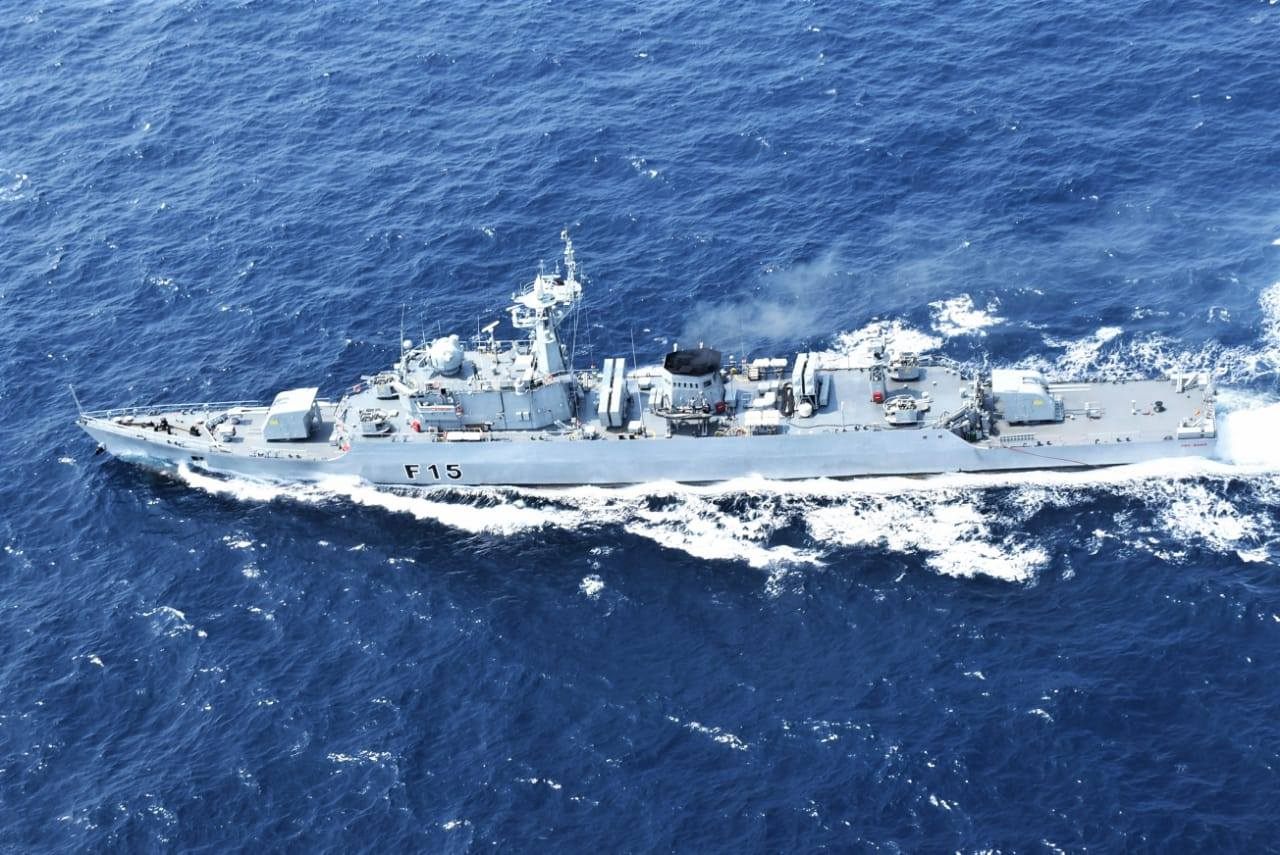
Abu Bakar (F15)

Pro čínské námořnictvo byly postaveny tři jednotky této třídy – Chuang-š' (535), Wu-chu (536) a Cchang-čou (537). Další čtveřici fregat si objednalo Thajsko. Jedná se o jednotky Chao Phraya (FF 455), Bangpakong (FF 456), Kraburi (FF 457) a Saiburi (FF 458). Dvě z thajských fregat mají místo zadní dělové věže přistávací palubu pro jeden vrtulník (bez hangáru). Všechny postavila loděnice Hudong v Šanghaji.
Jednotky typu 053H2:
| Jméno            | Založení kýlu     | Spuštění          | Vstup do služby    | Status |
| ---------------- | ----------------- | ----------------- | ------------------ | --- |
| Chuang-š (535)   | 15. října 1984    | 28. prosince 1985 | 14. prosince 1986  | Vyřazen 27. dubna 2013, V 2014 byla věnována bangladéšským námořnictvem. Zařazena 1. března 2014 jako BNS Abu Bakar (F15).  |
| Wu-chu (536)     | 25. března 1985   | 9. srpna 1986     | 29. prosince 1987  | Vyřazen 27. dubna 2013, V 2014 byla věnována bangladéšským námořnictvem. Zařazena 1. března 2014 jako BNS Ali Haider (F17). |
| Cchang-čou (537) | 20. prosince 1987 | 30. října 1989    | 17. listopadu 1990 | Vyřazen 5. srpna 2019, původní název jako Čou-šan.                                                                          |

## Konstrukce
Trup fregat má zvýšenou střední část a poskytuje posádce větší komfort ubytování, než třídy dřívější (včetně centrální ventilace a klimatizace). Jsou u nich poprvé použity západní technologie, bojový informační systém ZKJ-3A, novější radary, senzory a další elektronika. Naopak hlavňová výzbroj zůstala prakticky beze změny a vůči letadlům a řízeným střelám jsou tyto fregaty stále prakticky bezbranné.
Hlavňovou výzbroj tvoří čtyři 100mm kanóny typu 79 v dvoudělových věžích na přídi a na zádi, které doplňují čtyři dvojité 37mm protiletadlové kanóny typu 76. Dvě jejich postavení jsou po stranách můstku a dvě na zádi. Ve středu lodi se nacházejí čtyři dvojité vypouštěcí kontejnery podzvukových protilodních střel YJ-8A (exportní označení C-801, v kódu NATO CSS-N-4 Sardine), které jsou čínskou verzi francouzských protilodních střel MM.38 Exocet. Střely mají dolet 80 km. Pro ničení ponorek fregaty nesou dva 240mm raketové vrhače hlubinných pum typu 81.
Pohonný systém tvoří dva diesely 12E390VA. Lodní šrouby jsou dva. Nejvyšší rychlost je 26,5 uzlu.